# فاليري لوكلير
فاليري لوكلير (بالفرنسية: Valérie Leclerc)‏ هي كاياكيرة فرنسية، ولدت في 1 يوليو 1961.

## وصلات خارجية
- فاليري لوكلير على موقع اللجنة الأولمبية الدولية (الإنجليزية)
- فاليري لوكلير على موقع أوليمبيديا (الإنجليزية)